# Ајрин Дан
Ајрин Дан (енгл. Irene Dunne) је била америчка глумица, рођена 20. децембра 1898. године у Луивилу (Кентаки), а преминула 4. септембра 1990. године у Лос Анђелесу (Калифорнија). Била је номинована за Оскара за најбољу главну глумицу за улоге у филмовима Симарон, Подивљала Теодора, Друга брачна ноћ, Љубавна афера и Сећам се маме.

## Филмографија
| Улоге Ајрин Дан |                   |               |                              |          |
| Година          | Српски назив      | Изворни назив | Улога                        | Напомена |
| 1931.           | Симарон           |               | Сабра Крават                 |          |
| 1936.           | Подивљала Теодора |               | Теодора Лин / Керолајн Адамс |          |
| 1937.           | Друга брачна ноћ  |               | Луси Воринер                 |          |
| 1939.           | Љубавна афера     |               | Тери Макеј                   |          |
| 1948.           | Сећам се маме     |               | Марта „Мама” Хансон          |          |